# Уров
Уров — река в Забайкальском крае России, левый приток Аргуни. Находится в Уровской впадине.
Берёт начало из небольшого озера на юго-восточном склоне Нерчинского хребта. Длина реки — 290 км, площадь водосбора — 4210 км². Среднегодовой сток в устье — 0,345 км³. Течение извилистое. Продолжительность ледостава — от 165 до 200 дней: ледяной покров обычно устанавливается в конце октября и разрушается в начале мая. Толщина льда достигает 150 см.

## История
В 1856 году Николай Иванович Кашин описал так называемую уровскую болезнь, которую он впервые наблюдал в долине реки Уров. Это эндемический деформирующий остеоартроз — очень медленно развивающаяся болезнь, первые симптомы которой возникают обычно в возрасте 6—15 лет.